# Estefanía Rey Sánchez
Estefanía Rey Sánchez (Algeciras, Andalucía, 26 de julio de 1982) es una periodista española y presentadora de televisión. Actualmente es la directora de comunicación del Comité Olímpico Español.

## Biografía
Es licenciada en periodismo por la Universidad Complutense de Madrid. Una vez terminada la carrera, se licenció en Técnico en Comunicación Integral por la Universidad Francisco de Vitoria y en Comunicación audiovisual por la Universidad Camilo José Cela. Más tarde, realizó un máster en Periodismo en Televisión por la Universidad Rey Juan Carlos. Además, está cursando los estudios de doctorado en Comunicación, el MBA Master in Business Administration en la Universidad Católica San Antonio de Murcia y está terminando los Grados de Derecho y Publicidad y RRPP. 

## Trayectoria profesional
Empezó su carrera en televisión en el mítico programa de Antena 3, El bus, de ahí nació su carrera profesional en 2003, en el Departamento de Prensa de Antena 3. Unos meses después comenzó a trabajar en la redacción de noticias de la web del Diario ABC. En 2005 se incorporó a Televisión Española como redactora de deportes del Telediario. En septiembre de 2006 fue seleccionada para presentar los informativos del Canal 6 Navarra.
En septiembre de 2010 volvió a TVE de la mano de Javier Grima para formar parte del equipo de Televisión Española en el Campeonato Mundial de Motociclismo. En enero de 2011 regresó a Madrid para editar los deportes del Telediario Matinal de TVE. A partir de ese momento, se especializó en retransmisiones deportivas, entradillas, entrevistas y directos de eventos deportivos para los informativos de TVE y Teledeporte. 
En octubre de 2016 presentó junto a Ana Ibáñez y Diego Losada el Telediario Matinal, encargándose del bloque de los deportes. Unos meses más tarde pasó a ser la encargada de presentar los deportes del fin de semana, sustituyendo a Arsenio Cañada. En marzo de 2017 fue elegida para presentar la Gala Anual del Deporte Español en el Teatro Calderón de Valladolid.
A partir de octubre de 2017 copresentó los deportes del fin de semana de TVE con Arsenio Cañada, siendo cesada de su cargo el 31 de agosto de 2018.
En noviembre de 2018 fue reubicada al Telediario Matinal como redactora de sociedad hasta el mes de mayo de 2019. En abril del 2020 fue nombrada directora de Comunicación del Comité Olímpico Español, cargo que ocupa en la actualidad, logrando posicionarlo un año después entre los cinco comités más visibles del mundo, únicamente por detrás de Estados Unidos, Brasil, Japón y Gran Bretaña. En 2023 entró en el Top 100 de Mujeres Líderes en España en la Categoría Función Pública, Institucional y Política.

## Presentaciones en directo destacadas
| Evento                                                                         | Organizador | Año  |
| ------------------------------------------------------------------------------ | --- | ---- |
| Gala Nacional de la Prensa Deportiva                                           | Asociación Española de la Prensa Deportiva                                                                             | 2017 |
| Gala del Comité Olímpico Español                                               | Comité Olímpico Español                                                                                                | 2018 |
| I Congreso de Sostenibilidad                                                   | Comité Olímpico Español                                                                                                | 2019 |
| Recepción a Alberto Fernández y Fátima Gálvez tras los JJOO de Tokio           | Comité Olímpico Español                                                                                                | 2021 |
| II Congreso de Sostenibilidad                                                  | Comité Olímpico Español                                                                                                | 2021 |
| Firma Memorandum de entendimiento Fundación del Refugio Olímpico               | Ministerio de Inclusión, Seguridad Social y Migraciones, Fundación Olímpica por el Refugiado y Comité Olímpico Español | 2022 |
| Acto de entrega de la medalla de bronce de los JJOO Londres 2012 a Ruth Beitia | Comité Olímpico Español                                                                                                | 2022 |
| I Jornadas Aceites de Oliva Vírgenes, Deporte y Salud                          | Comité Olímpico Español                                                                                                | 2022 |
| III Congreso de Sostenibilidad                                                 | Comité Olímpico Español                                                                                                | 2022 |
| Congreso Internacional de Periodismo Olímpico                                  | Comité Olímpico Español                                                                                                | 2022 |